# Vidole
Genre
Vidole est un genre d'araignées aranéomorphes de la famille des Phyxelididae.

## Distribution
Les espèces de ce genre se rencontrent en Afrique du Sud et au Lesotho.

## Liste des espèces
Selon World Spider Catalog (version 17.5, 14/09/2016) :
- Vidole capensis (Pocock, 1900)
- Vidole helicigyna Griswold, 1990
- Vidole lyra Griswold, 1990
- Vidole schreineri (Purcell, 1904)
- Vidole sothoana Griswold, 1990

## Publication originale
- Lehtinen, 1967 : « Classification of the cribellate spiders and some allied families, with notes on the evolution of the suborder Araneomorpha. » Annales Zoologici Fennici, vol. 4, p. 199-468.